# Płosków (województwo wielkopolskie)
Płosków – wieś krajeńska w Polsce położona w województwie wielkopolskim, w powiecie złotowskim, w gminie Złotów.
W latach 1975–1998 miejscowość położona była w województwie pilskim.
Zobacz też: Płosków, Płosków-Kolonia